# Trevor Dudley-Smith
Trevor Dudley-Smith (født 17. februar 1920, død 21. juli 1995), var en engelsk forfatter, født i Bromley, Kent, England.
Dudley-Smith har aldrig skrevet under eget navn, men anvendte følgende navne i sit forfatterskab, Elleston Trevor, Adam Hall, Simon Rattray, Howard North, Roger Fitzalan, Mansell Black, Trevor Burgess, Warwick Scott, Caesar Smith og Lesley Stone.
Dudley-Smith boede i Spanien og Frankrig før han flyttede til USA i 1973 og bosatte sig i Phoenix, Arizona.